# The Admirable Crichton (film fra 1918)
The Admirable Crichton er en britisk stumfilm fra 1918 af G. B. Samuelson.

## Medvirkende
- Basil Gill som Crichton
- Mary Dibley som Lady Mary Lasenby
- James Lindsay som Woolley
- Lennox Pawle som Lord Loam
- Lillian Hall-Davis som Lady Agatha Lasenby